# Takashi Hirajima
Takashi Hirajima (jap. 平島 崇 Hirajima Takashi; ur. 3 lutego 1982) – japoński piłkarz występujący na pozycji obrońcy.

## Kariera klubowa
Od 2000 do 2013 roku występował w klubach Avispa Fukuoka, Kyoto Sanga FC, Cerezo Osaka, Tokushima Vortis i AC Nagano Parceiro.